# 中川就登
中川 就登（なかがわ しゅうと、2000年4月2日 - ）は、日本のピアニスト、作曲家、編曲家。東京都出身。
祖父はトランペット奏者の中川喜弘、父は作曲家の中川幸太郎、叔父はトロンボーン奏者の中川英二郎。

## 経歴
2000年、東京都出身。音楽一家に生まれ、幼少期からトランペットプレイヤーの祖父・中川喜弘と、作編曲家の父・中川幸太郎に英才教育を受けて育つ。
中学1年生のとき、ふと思いついたメロディーを楽譜に起こし、父親に見せてみたところ意外にも褒められたことが嬉しく、作曲を始めた。
中学2年時に初めて、テレビアニメ遊☆戯☆王ARC-Vの劇中曲として自作曲「白熱する闘志」を発表。インターネットを中心として高い評価を得た。自曲がテレビで放送されていることに強く感激し、そこから高校2年生までの間に「アクティヴレイド -機動強襲室第八係-」、「デジモンユニバース アプリモンスターズ」、「ソードガイ 装刀凱」、「MAJOR 2nd」などのアニメ作品に自曲を発表し経験を積む。
高校3年生からは拠点をアメリカに移し、クラシック音楽の作曲家としてMMEA作曲コンクール2018最優秀賞、NextNotes全米作曲コンクール2019特別賞などを受賞。
アメリカ滞在中にはBill Sears、Andy Milneの各氏からジャズピアニストとしての指導も受け、ピアニストとして参加したJapan Connects Hollywood 2020で第1位を獲得。主にジャズを中心として国内外でワンマンライブを行う。10代の頃からスタジオミュージシャンとしても経験を積む。
現在は、作編曲活動、ミュージカルやスタジオ、ライブでの演奏活動など、多方面に活躍中。

## 人物
幼少期より音楽英才教育を受けて育つ。
2020年以降はパンデミックのため日本に帰国し、「TikTok」に投稿した演奏動画は730万回再生（2021年3月時点）を超える。
無類の海鮮好き。特に寿司が大好物で毎日でも食べられる。

## 受賞歴
- 2018年 - MMEA作曲コンクール2018 最優秀賞受賞。
- 2019年 - NextNotes 全米作曲コンクール2019 特別賞受賞。
- 2020年 - Japan Connects Hollywood – Who’s Got Talent 2020 優勝。ニューヨーク大学音楽制作マスタークラス史上最年少合格者。
- 2020年 - TikTokオーディション2020 音楽部門最優秀投稿者（諸事情により辞退）。

## 参加作品

### アニメ
- 2014年 - 遊☆戯☆王ARC-V M19 白熱する闘志
- 2016年 - アクティヴレイド -機動強襲室第八係- M12 Quiet Time
- 2016年 - デジモンユニバース アプリモンスターズ M-22 超アプリンクで打ち破れ
- 2018年 - ソードガイ 装刀凱 the animation #07-M01 EDM
- 2018年 - MAJOR 2nd M28
- 2022年 - 映画 とんがり頭のゴン太 弦楽オーケストレーション

### その他
- 2020 - 2022年 - 富士急ハイランド
- 2021年 - 米倉涼子×城田優『SHOWTIME』楽曲編曲